# Lucky Daye

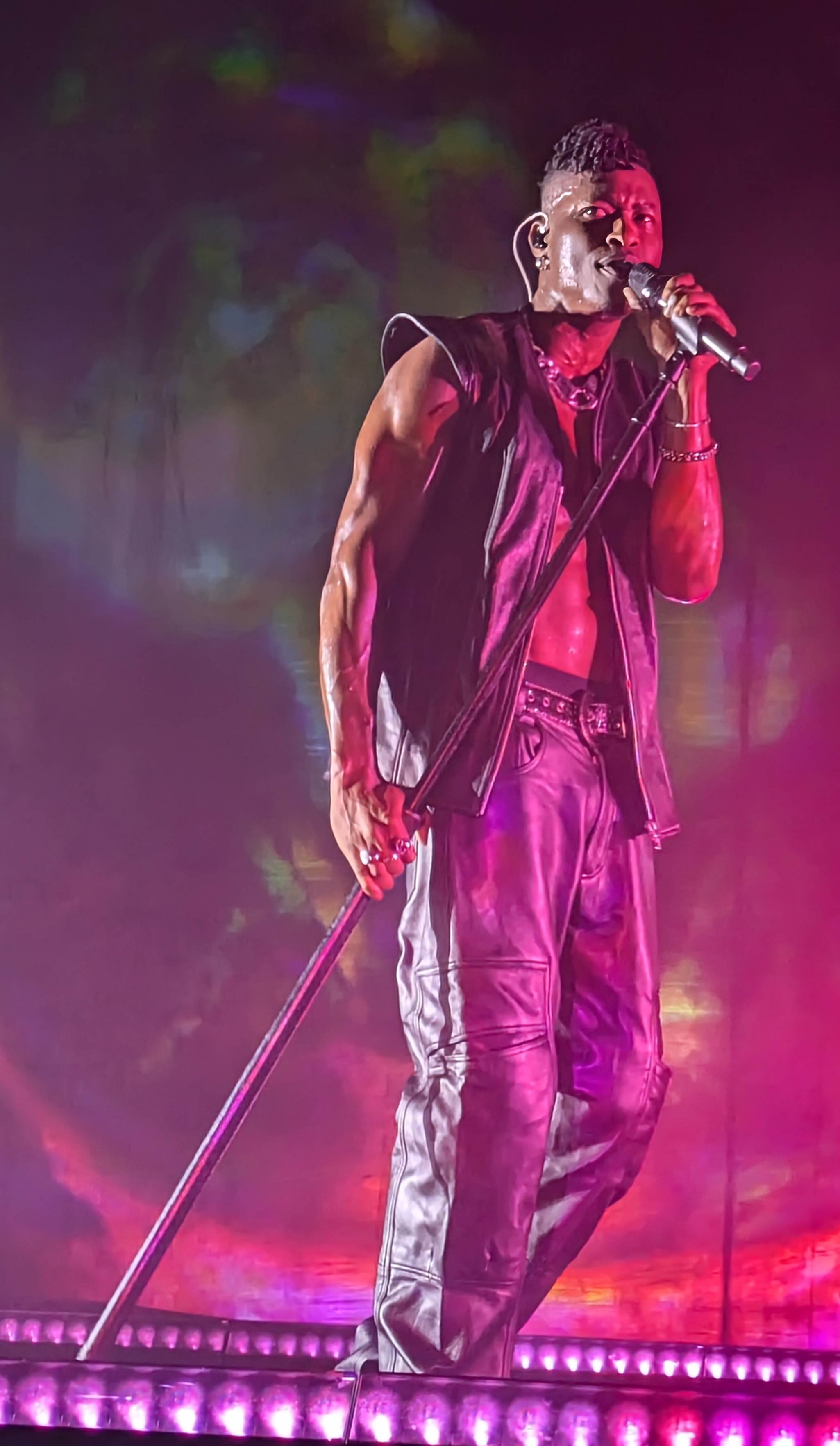
Lucky Daye (2024)

Lucky Daye (* 25. September 1985 in New Orleans; eigentlicher Name David Debrandon Brown) ist ein US-amerikanischer R&B-Musiker. Mit seiner EP Table for Two aus dem Jahr 2021 gewann er einen Grammy. Aber erst mit seinem zweiten Album Candydrip kam er im Jahr darauf in die offiziellen US-Charts.

## Biografie
Bevor David Brown seine eigene Musik veröffentlichte, machte er sich als Songwriter einen Namen. Unter anderem arbeitete er Keith Sweat, Trey Songz, Mary J. Blige und Boyz II Men zu. Seine eigene Karriere begann 2018 mit der Unterschrift beim Plattenlabel Keep Cool. Seine erste Single Little More Time, zusammen mit Victoria Monét, wurde im selben Jahr in der TV-Serie Insecure ausgestrahlt. Weitere Singles folgten, darunter Roll Some Mo, das er in verschiedenen Versionen veröffentlichte. Dazu erschienen zwei EPs mit Songs, die er 2019 bei seinem Debütalbum Painted verwendete. Es kam zwar nicht über die Heatseekers Charts hinaus, fand aber in der Fachwelt große Anerkennung. Als Neuling wurde er bei den Grammy Awards 2020 gleich viermal für eine Auszeichnung im R&B-Bereich nominiert: neben dem Album zweimal für Roll Some Mo und einmal für Real Games, einen Albumsong.
2021 folgte das Minialbum Table for Two mit sieben Duetten. Erneut verpasste er die offiziellen Charts und erneut brachte es ihm zwei Grammy-Nominierungen für das Album und für das Duett How Much Can a Heart Take mit Yebba. Mit Table for Two gewann er schließlich die Auszeichnung in der Kategorie bestes Progressive-R&B-Album.
Der Chartdurchbruch gelang ihm dann im März 2022. Die Vorabsingle Over hatte es schon einige Zeit davor in die R&B-Charts geschafft. Nach Veröffentlichung seines zweiten Albums Candydrip stieg es in die offiziellen Singlecharts ein und das Album folgte ihm in die Albumcharts auf Platz 69.

## Diskografie

### Alben
| Jahr | Titel     | Höchstplatzierung, Gesamtwochen, AuszeichnungChartplatzierungen (Jahr, Titel, Platzierungen, Wochen, Auszeichnungen, Anmerkungen) | Höchstplatzierung, Gesamtwochen, AuszeichnungChartplatzierungen (Jahr, Titel, Platzierungen, Wochen, Auszeichnungen, Anmerkungen) | Höchstplatzierung, Gesamtwochen, AuszeichnungChartplatzierungen (Jahr, Titel, Platzierungen, Wochen, Auszeichnungen, Anmerkungen) | Anmerkungen                         |
| Jahr | Titel     | UK | US | R&B | Anmerkungen                         |
| ---- | --------- | --- | --- | --- | ----------------------------------- |
| 2022 | Candydrip | — | US69 (4 Wo.)US | R&B39 (1 Wo.)R&B | Erstveröffentlichung: 10. März 2022 |

Weitere Alben
- I (EP, 2018)
- II (EP, 2019)
- Painted (2019)
- Table for Two (EP, 2021)

### Lieder
| Jahr | Titel Album    | Höchstplatzierung, Gesamtwochen, AuszeichnungChartplatzierungen (Jahr, Titel, Album, Platzierungen, Wochen, Auszeichnungen, Anmerkungen) | Höchstplatzierung, Gesamtwochen, AuszeichnungChartplatzierungen (Jahr, Titel, Album, Platzierungen, Wochen, Auszeichnungen, Anmerkungen) | Höchstplatzierung, Gesamtwochen, AuszeichnungChartplatzierungen (Jahr, Titel, Album, Platzierungen, Wochen, Auszeichnungen, Anmerkungen) | Anmerkungen                              |
| Jahr | Titel Album    | UK | US | R&B | Anmerkungen                              |
| ---- | -------------- | --- | --- | --- | ---------------------------------------- |
| 2021 | Over Candydrip | UK80 Silber · (3 Wo.)UK | US77 Platin · (7 Wo.)US | R&B22 (11 Wo.)R&B | Erstveröffentlichung: 22. September 2021 |

Weitere Lieder
- Little Taste (2016)
- Little More Time (featuring Victoria Monét, 2018)
- Buying Time (2019)
- Fly (2019)
- Roll Some Mo (featuring Ty Dolla Sign & Wale, 2019, US: Gold)
- Fade Away (2020)
- Shoulda (featuring Babyface, 2020)
- Be Thankful for What You’ve Got (2020)
- NWA (featuring Lil Durk, 2022)

Gastbeiträge
- Look Easy / Kaytranada featuring Lucky Daye (2020)
- Feed the Fire / SG Lewis featuring Lucky Daye (2020)
- Can You Blame Me / Kehlani featuring Lucky Daye (2021)
- You Want My Love / Earth, Wind & Fire featuring Lucky Daye (2021)
- Make You Feel Good / BJ the Chicago Kid featuring Lucky Daye (2021)
- Retrograde / Khalid featuring 6lack & Lucky Daye (2021)